# Хисар (Таджикистан)
Вижте пояснителната страница за други значения на Хисар.
Хисар (на таджикски: Ҳисор) е град в Таджикистан, административен център на Хисарски район, част от районите на централно подчинение. Населението на града през 2016 година е 27 400 души (по приблизителна оценка).

## Население
| Година | Население |
| ------ | --------- |
| 1989   | 20 220    |
| 2000   | 20 000    |
| 2002   | 22 961    |
| 2007   | 23 200    |
| 2010   | 24 400    |
| 2016   | 27 400    |